# Gheorghe Rădoi
Gheorghe Rădoi (n. 6 mai 1926, Parincea, jud. Bacău - d. 2001) a fost un comunist român, de origine socială modestă.
În iulie 1947 Gheorghe Rădoi a devenit membru al PCR. Gheorghe Rădoi a fost deputat în Marea Adunare Națională în sesiunile din perioada 1957-1959. 
A fost căsătorit cu Vasilica (Lica) Gheorghiu, fiica lui Gheorghe Gheorghiu-Dej. Membru al Comitetului Central al PMR, a fost, printre altele, director general al uzinei „Steagul Roșu” din Brașov, ministrul construcțiilor de mașini și vicepreședinte al Consiliului de Miniștri.

## Decorații
- Medalia „40 de ani de la înființarea Partidului Comunist din Romînia” (6 mai 1961) „pentru merite în activitatea de partid și întărirea regimului democrat-popular”[4]
- Ordinul „23 August” clasa I (18 august 1964) „pentru merite deosebite în opera de construire a socialismului, cu prilejul celei de a XX-a aniversări a eliberării patriei”[5]